# 1787 na ciência

## Eventos
- Observação ou predição do elemento químico Estrôncio[1]
- Antoine Lavoisier publica o Méthode de nomenclature chimique, o primeiro sistema de nomenclatura química moderno.[2]
- Jacques Charles propõe a Lei de Charles, um corolário da Lei de Boyle, que descreve a relação entre a temperatura e o volume de um gás.[3]

## Nascimentos
| Data       | Nome              | Profissão              | Nacionalidade | Observações                    | Ref   |
| ---------- | ----------------- | ---------------------- | ------------- | ------------------------------ | ----- |
| 7 de junho | William Conybeare | geólogo e paleontólogo | Reino Unido   | m. 1857 Medalha Wollaston 1844 | [ 4 ] |

## Mortes
| Data | Nome | Profissão | Nacionalidade | Observações | Ref |
| ---- | ---- | --------- | ------------- | ----------- | --- |

## Prémios
Medalha Copley
- John Hunter[5]